# 유엔 안전 보장 이사회 결의 제2270호

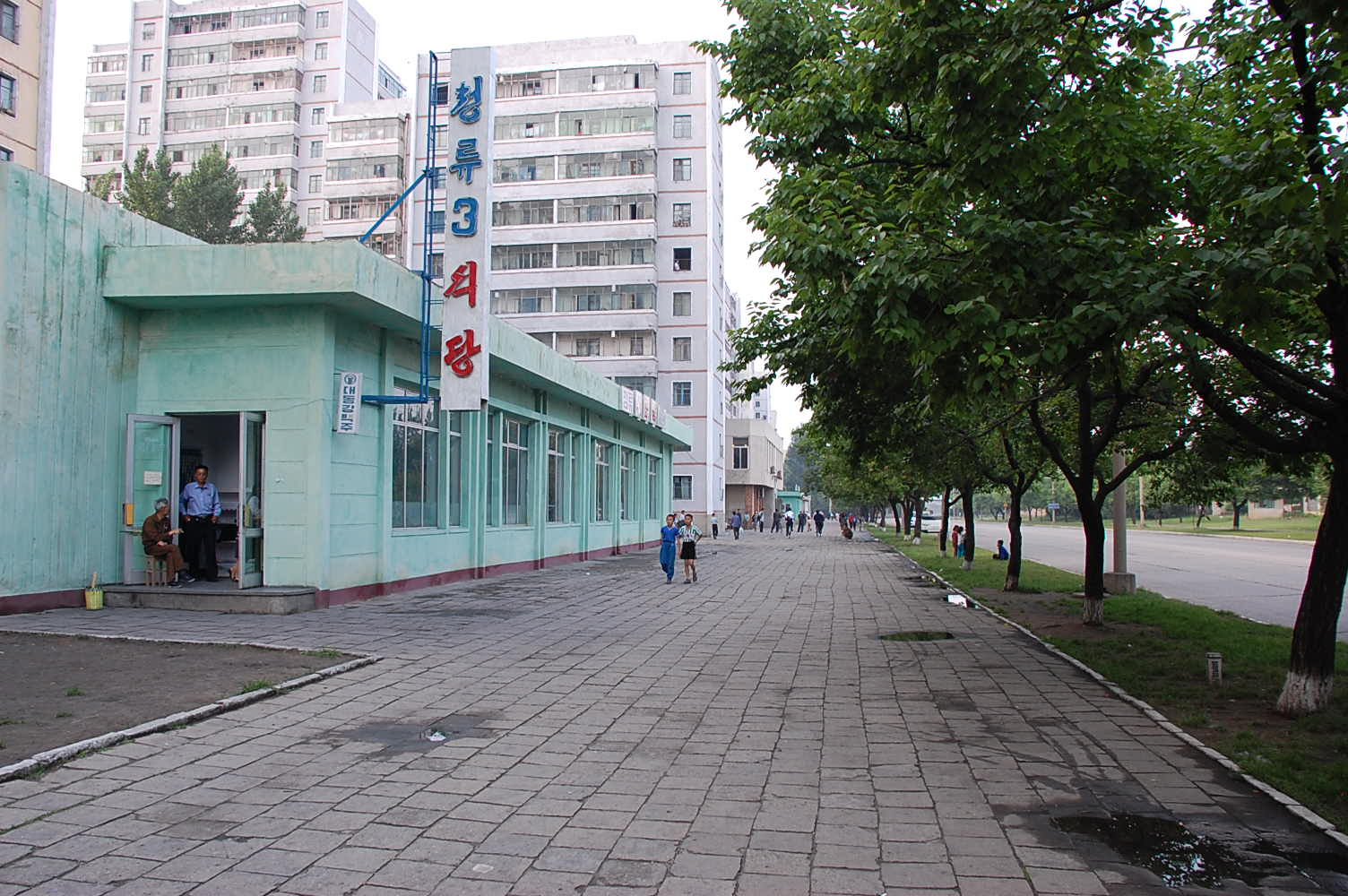

유엔 안전 보장 이사회 결의 제2270호는 2016년 3월 2일 유엔 안전 보장 이사회에서 상임 이사국 5개국과 비상임 이사국 10개국이 조선민주주의인민공화국의 2016년 1월 6일 4차 핵실험과 2016년 2월 7일 장거리 미사일 발사에 대해 만장일치로 채택한 조치이다. 이 결의는 유엔 70년 역사상 가장 강력한 비군사적 조치로, 북조선의 광물 및 원유 거래 제재, 무기 거래 전방위 봉쇄, 금융 제재 및 운송 봉쇄, 핵무기 자금 조달에 관여한 기관 및 개인의 해외 활동 제재 등이 포함됐다.

## 역사
2016년 1월 6일, 북한이 4차 핵실험을 단행했다. 2013년 2월 25일 박근혜 대통령 취임 후 최초의 북한 핵실험이다.
2월 7일, 북한이 광명성 4호를 발사했다.
2월 10일, 핵 실험과 미사일 도발로 인해 박근혜 정부는 개성공단을 폐쇄하고 남측 근로자들을 모두 철수시켰으며, 개성공단 입주기업도 철수했다. 또한 정부의 방침에 따라 단전·단수되었다.
2월 11일, 북한이 개성공단 폐쇄 및 개성공단 내 자산 동결, 17시(한국 시간 17시 30분)까지 남측 인원 추방 등을 남측에 통보했다.
3월 2일, 유엔 안보리 대북제재 결의 2270호가 15개국 만장일치로 통과되었다. 유엔 안보리 역사상 가장 강력한 제재 결의이다.
2019년 2월 하노이 북미정상회담에서 북한은 영변 핵시설의 폐쇄를 할테니 2270호를 해제해 달라고 요구했지만, 미국이 반대했다. 2270호를 해제하면 개성공단이 재개된다. 정확하게는 2270호부터 그 이후의 모든 유엔 안보리 대북제재 결의를 해제해 달라고 했는데, 그 중에서 핵심이 가장 최초의 결의인 2270호 결의이다.

## 내용
2016년 3월 유엔은 결의안(2270호)을 통해 북한의 석탄과 철광석 수출을 금지했다.
대량현금(bulk cash) 제공 방지와 금융기관 지점 개설이 금지되었다.
대북 경제제재는 2016년 3월(결의안2270호)부터 발효됐다.
차두현 아산정책연구원 객원연구위원은 "결국 북한 비핵화가 진전되고 미국과의 관계도 개선돼 최소 안보리 결의 2270호 채택(2016년 3월) 이전 수준으로 상황이 나아져야 개성공단 재개가 가능하다"고 했다.
2270호가 해제되면 대북 전략 물자 반출이 다소 완화되기 때문에 개성공단 부분 확장이나 소규모 공단 개발이 가능해진다.

## 같이 보기
- 유엔 안전 보장 이사회 결의